# Kuusilampi
Kuusilampi eller Kuljunlampi är en sjö i Finland. Den ligger i kommunen Sotkamo i den ekonomiska regionen  Kajana ekonomiska region  och landskapet Kajanaland, i den centrala delen av landet, 400 km norr om huvudstaden Helsingfors. Kuusilampi ligger 226 meter över havet. Arean är 6,2 hektar och strandlinjen är 1,32 kilometer lång. Sjön  ingår i Uleälvens huvudavrinningsområde. 